# Équipe d'Espagne de rugby à sept
Cet article traite de l'équipe masculine. Pour l'équipe féminine, voir Équipe d'Espagne féminine de rugby à sept.
L'équipe d'Espagne de rugby à sept est l'équipe qui représente l'Espagne dans les principales compétitions internationales de rugby à sept, notamment le World Rugby Sevens Series et la Coupe du monde de rugby à sept.

## Histoire
Le 9 mars 2019, l'Espagne bat pour la première fois de son histoire l'équipe de la Nouvelle-Zélande lors d'une rencontre des World Rugby Seven Series .
L'année suivante, les espagnols battent également pour la première fois l'Équipe d'Angleterre.
L'Espagne est médaillée de bronze des Jeux européens de 2023 à Cracovie, ce qui lui permet de participer au tournoi de repêchage qualificatif pour les Jeux olympiques d'été de 2024.

## Palmarès

### Jeux olympiques d'été (première édition en 2016[4])
- 2016 (Brésil) : qualifiée[5]

### FIRA European Sevens
- Quatrième en 2007
- Quatrième en 2009
- Quatrième en 2010

### Seven's Grand Prix Series
- Troisièmes en 2011[6]
- Quatrième en 2012[7]
- Deuxième en 2015

### Jeux européens
- Troisième en 2023